# Infiniti Essence
O Essence é um protótipo apresentado pela Infiniti na edição  de 2009 do Salão de Genebra.